# Управління взірцями документів
Управління взірцями документів (англ. Document Imaging) — захоплення, перетворення і управління паперовими документами. Управління взірцями, як правило, є частиною більш загальної системи Управління корпоративним контентом (ECM).

## Функції Document Imaging реалізовані в Microsoft Office
Microsoft Office підтримує функції управління взірцями (більш сталий вираз: Графічне представлення документів)
- Автоматизація
- Використання оптичного розпізнавання тексту
- Організація документів
- Відправка факсів
- Пошук тексту
- Розширення питань
- Стиснення зображень
- Сканування документів
- Створення приміток в документах
- Управління та друк файлів
- Читання документів
- Експорт тексту

### MDI— власний формат, розроблений Microsoft
На відміну від PDF, MDI зберігає саме зображення і окремо розпізнаний текст. Особливістю MDI є можливість додавання як текстового коментаря, так і зображення у метадані файлу. Підтримує індексування для повнотекстового пошуку в документі TIFF і MDI. Дозволяє працювати з відсканованими документами або факсами на комп'ютері як з документами Microsoft Office.
Переваги MDI перед TIFF:
- Менший розмір файлу. Зображення, збережені у форматі MDI, зазвичай займають на диску менше місця, ніж зображення, збережені у форматі TIFF.
- Покращена якість передачі вихідного зображення. При збереженні зображень у файлах формату MDI зазвичай досягається більш вища вірність передачі (якості) зображення, ніж при збереженні цих зображень в форматі TIFF з встановленим прапорцем.

## Функції Document Imaging, реалізованіOpen Text[en]IXOS Livelink
Відскановані в PDF, TIFF електронні версії документів отримують унікальний номер (штрихкод). Далі IXOS розпізнає штрихкод кожного документа і зіставляє номер проводки в СУБД. За цим унікальним номером до будь-якої проводки (транзакції) в СУБД можна прикріпити цей документ.
Таким чином будь-які дії в СУБД завжди мають документальне підтвердження, яке можна переглянути прямо в її інтерфейсі!